# سیارک ۲۳۳۰
سیارک ۲۳۳۰ (به انگلیسی: 2330 Ontake، نامگذاری:1977DS3) دو هزار و سیصد و سیمین سیارک کشف شده است که در ۱۸ فوریه ۱۹۷۷ کشف شد.
قدر مطلق سیارک برابر ۱۱٫۳۰ است.